# Johannes Linzbach
Alfred Johannes Linzbach (* 26. Dezember 1909 in Bonn; † 24. März 1984 in Göttingen) war ein deutscher Kardiologe und Pathologe.
Linzbach wurde 1936 an der Universität Bonn promoviert (Über eine seltene Herzmißbildung) und wurde 1938 Assistent am Pathologischen Institut der Universität Berlin. 1942 habilitierte er sich in Berlin mit einer Arbeit über Arteriosklerose, wurde dort 1948 außerordentlicher Professor und war 1950 kurze Zeit kommissarischer Leiter der Charité, wechselte dann aber nach Berlin-Kreuzberg in den Westen, wo er die Pathologie am Krankenhaus Am Urban leitete. 1954 wurde er ordentlicher Professor an der Universität Marburg und 1960 an der Universität Göttingen. 1978 wurde er emeritiert.
Von ihm stammt der Begriff kritisches Herzgewicht und er befasste sich mit dem Altersherzen und mit Arteriosklerose.
1967/68 war er Vorsitzender der Deutschen Gesellschaft für Kardiologie. 1984 erhielt er die Carl-Ludwig-Ehrenmedaille. Er war 1959 einer der Herausgeber des Fischer Lexikons Medizin.